# Подыма, Константин Иванович
Константин Иванович Подыма  (16 сентября 1946, Приморско-Ахтарск — 23 апреля 2013, Москва) — русский писатель, член союза писателей России, кинодраматург, член международной общественной организации «Искусство народов мира».

## Биография
В 1974 году окончил Всесоюзный государственный институт кинематографии (мастерская К. К. Парамоновой и Н. А. Фокиной). В 1976—1979 годах — член Сценарно-редакционной коллегии Госкино РСФСР. Проводил огромную патриотическую и воспитательную работу среди молодежи. Создатель молодежного патриотического движения ''Шхуна ровесников" (1965, Новороссийск). Автор ок. 50 героико-патриотических молодежных операций («Бескозырка», «Письма в 2017-й год», «Вечный огонь» и др.). Впервые рассказал в центральной прессе страны о юном защитнике Новороссийска Вите Новицком и добился того, чтобы мальчика официально назвали пионером-героем. Константин Подыма нашел, изучил и впервые опубликовал подлинный текст литературного завещания Аркадия Гайдара — рассказа «Горячий камень». Он добился того, чтобы именами славных сынов страны были названы 11 океанских и речных судов, среди них — «Владимир Коккинаки», «Маршал Баграмян», «Юрий Левитан», «Виктор Новицкий», «Юрий Андропов», а также «Павел Корчагин» — первое в истории отечественного флота судно, названное в честь литературного персонажа.
Жил в Москве. Скончался 23 апреля 2013 года в возрасте 66 лет.

## Творчество
Творческую деятельность начал в 1958 году. Сценарист 17 документальных и научно-популярных кинолент. Автор 38 прозаических, поэтических, публицистических книг. Член Союза писателей России, Общероссийской гильдии сценаристов кино и телевидения. Лауреат премии им. Н. А. Островского, премии им. Н. Н. Раевского. Действительный член Академии проблем безопасности, обороны и правопорядка. Секретарь-координатор Международного Союза благотворительных общественных организаций " Мужество и гуманизм. Член Общественного Совета Межрегионального Фонда «Маршал Жуков».
Снимался в фильмах:
1992 — Время собирать камни (реж. С. Вехов) — князь Василий
1994 — Триста лет спустя (реж. В. Волков) — член правительства

## Захоронение
27 апреля 2013 года на Митинском кладбище г. Москвы состоялась кремация тела Константина Ивановича Подымы.
В соответствии с завещанием покойного его прах развеян над Цемесской бухтой у Суджукского маяка в г. Новороссийске.